# خانواده سینزبوری
خانواده سینزبوری (انگلیسی: Sainsbury family) خانواده کارآفرین بریتانیایی است، که مالک اکثریت سهام شرکت سینزبوریس می‌باشد. این شرکت هم‌اکنون با در اختیار داشتن ۱٫۰۱۶ شعبه، مالک سومین شبکه فروشگاه‌های زنجیره‌ای خرده‌فروشی در بریتانیا می‌باشد.
بنیانگذار خانواده سینزبوری؛ جان جیمز سینزبوری می‌باشد. وی شرکت سینزبوریس را در سال ۱۸۶۹ تأسیس نمود. این شرکت در بریتانیای عصر ویکتوریا، به‌سرعت پیشرفت کرد و تا سال ۱۹۲۲ به بزرگترین شرکت خرده‌فروشی در بریتانیا تبدیل شد. این شرکت جایگاه خود را تا سال ۱۹۹۵ حفظ نمود و در این سال شرکت تسکو به‌عنوان بزرگترین خرده‌فروش بریتانیا مطرح شد و سینزبوریس در رتبه دوم قرار گرفت.
سال ۲۰۰۳ نوبت به شرکت آسدا (زیرمجموعه‌ای از بزرگترین خرده‌فروشی جهان؛ وال‌مارت) بود، که رتبه دومبن خرده‌فروشی بریتانیا را از آن خود نماید. از ۲۰۰۳ تاکنون شرکت سینزبوریس تحت مدیریت خانواده سینزبوری، همچنان در رتبه سوم از شرکت‌های خرده‌فروشی بریتانیا، فعالیت می‌کند. اعضای خانواده سینزبوری در حوزه‌های مختلفی چون کارآفرینی، بازرگانی، سیاست، صنعت و نیکوکاری فعالیت می‌کنند.